# Oungbègamè
Oungbègamè è un arrondissement del Benin situato nella città di Djidja (dipartimento di Zou) con 5.748 abitanti (dato 2006).